# SHARE 甲斐バンド LIVE IN 飛天
『SHARE 甲斐バンド LIVE IN 飛天』（シェア かいバンド ライブ イン ひてん）は、2000年11月22日に発売された甲斐バンドの映像作品。発売元はイーストウェスト・ジャパン。

## 解説
1999年11月13日に甲斐よしひろ・甲斐バンドのデビュー25周年を記念して飛天の間にて行われたプレミアム・ライブから、甲斐バンドの出演部分を収録。
この時のライヴから甲斐バンドが再始動した。当時の甲斐バンド3部作シングルのPVも収録されている。
DVDとVHSで発売され、DVD限定の特典映像も収録された。
2004年と2006年にDVDのみ再発された。

## 収録内容
1. トレーラーハウスで　（PV）
2. きんぽうげ
3. 氷のくちびる
4. 裏切りの街角
5. トレーラー・ハウスで
6. LADY
7. 翼あるもの
8. INTERPLAY
9. HERO（ヒーローになる時、それは今）
10. 100万$ナイト
11. 安奈
12. 甘いKissをしようぜ　（PV）

- 特典映像（DVDのみ）

1. Sweet EXTRA Kiss